# Stuffat tal-fenek
El stuffat tal-fenek («estofado de conejo» en maltés) o fenkata es un guiso típico de Malta, considerado su plato nacional. Consiste en carne de conejo cocida a fuego lento en una salsa de tomate y vino. Antes de guisarse, el conejo se deja una noche entera macerándose. Luego se sirve tradicionalmente con patata asada, a veces también cebolla y zanahoria.

## Historia
El origen de este estofado se remonta al siglo XVI, cuando la isla estaba gobernada por los caballeros de San Juan, la Orden de Malta. En aquella época, el conejo era la carne más accesible para la clase humilde. El guiso de conejo, sin embargo, también es común en otras gastronomías del Mediterráneo, como la griega o la italiana. Al stuffat tal-fenek también se le llama fenkata, aunque este término más amplio puede hacer referencia también a otras formas de cocinar el conejo, como el conejo asado. Fenkata también es el nombre para la reunión familiar (banquete) de los malteses, en el que se sirve principalmente estofado de conejo. Tradicionalmente, se incluyen de dos a tres conejos para que coma toda la familia. Se les retiran las vísceras (hígado, riñones...) para comerlas con espaguetis de primer plato.